# Sandra Bréa
Sandra Bréa Brito (Rio de Janeiro, 11 de maig de 1952 — Rio de Janeiro, 4 de maig de 2000), coneguda professionalment com a Sandra Bréa, va ser una actriu brasilera. Va ser considerat el símbol sexual del país als anys setanta i vuitanta.
Va ser famosa no només per les seves nombroses obres, sinó també per assumir públicament, l'agost de 1993, que estava infectada pel virus del VIH, lluitant contra la discriminació. Tot i això, l’actriu va morir de càncer de pulmó set anys després.
Va ser un exponent del Movimento de Arte Pornô.

## Carrera
Sandra Bréa va començar la seva carrera als tretze anys, com a model. Als catorze anys va anar al teatre de revista de Rio, on va protagonitzar Poeira de Ipanema. El 1972 el director Daniel Filho la va convèncer per interpretar Telma, personatge de la telenovel·la O Bem Amado, de Rede Globo. El 1968 havia debutat en teatre amb la peça Plaza Suite, escollida pel paper pel director João Bittencourt i per l'actriu Fernanda Montenegro.
Contractada per Moacyr Deriquém, va treballar a Rede Globo, estrenant na telenovel·la Assim na Terra Como no Céu, el 1970. El seu primer gran paper, però, fou el clàssic O Bem Amado, de Dias Gomes, el 1973. Després actuaria a Os Ossos do Barão i Corrida do Ouro, Escalada, O Pulo do Gato , Memórias de Amor, Elas por Elas, Sabor de Mel, Ti Ti Ti, Bambolê, Pacto de Sangue, Gente Fina i Felicidade. Amb l'excepció de Sabor de Mel, feta a Rede Bandeirantes, totes les altres foren fetes a Rede Globo.
Tan bon punt va debutar a la televisió, Sandra Bréa va començar a fer no sols telenovel·les, sinó també espectacles, com ara Faça Humor, Não Faça Guerra, on va conèixer Luís Carlos Miele, que es va convertir en el seu soci en una sèrie de presentacions que barrejaven cant, ball i humor, principalment al programa Sandra e Miele, presentat per Rede Globo des del 1976, convertint-se en un gran èxit de crítica i públic.
Molt bonica, Sandra Bréa va ser un dels principals símbols sexuals del Brasil, principalment als anys setanta, després d'haver posat nua diverses vegades per a revistes com Status i Playboy, entre d'altres. La seva bellesa també va donar invitacions a pel·lícules eròtiques (como Sedução; Cassy Jones, o Magnífico Sedutor; Herança dos devassos, Um uísque antes, um cigarro depois i Os Mansos) i pornochanchadas. Els seus primers nus es van fer als anys setanta, en ple règim militar, quan aquest tipus de coses eren molt menys habituals.

## Salut i mort
Des que va anunciar que era seropositiva, Sandra Bréa s'ha allunyat de tot i de tothom. El desembre de 1999, els seus metges van detectar un tumor pulmonar maligne avançat i li van donar sis mesos de vida. El mes següent va ser hospitalitzada i sotmesa a una biòpsia. La proposta consistia en un tractament basat en quimioteràpia i radioteràpia. Sandra es va negar.
A finals d'abril de 2000, pràcticament sense paraules, amb dolor, insuficiència respiratòria i febre, l'actriu va acceptar rebre un oncòleg.
El 2 de maig de 2000 va ser traslladada a l'hospital Barra d'Oro per realitzar una tomografia computada. No va saber el resultat, ja que va morir dos dies després a casa seva a Jacarepaguá. Va ser enterrada al cementiri de São João Batista, a Botafogo. "No moriré de sida", va dir. "Vaig a morir com qualsevol, atropellat".

## Vida personal
Del 1972 al 1975, Sandra Bréa es va casar amb Eduardo Espínolla Netto, de qui es va divorciar.Sandra també tenia dos marits més, Antonio Guerreiro i Arthur Guarisse.
Va deixar un fill adoptiu, Alexandre Bréa Brito, amb qui presumptament estava barallada en el moment de la seva mort.

## Filmografia

### Cinema
- 1982 - As Aventuras de Mário Fofoca
- 1980 - O Convite ao Prazer, com Ana
- 1979 - Sede de Amar, com Tânia
- 1979 - Os Imorais
- 1979 - Sábado Alucinante, com Laura
- 1979 - Herança dos Devassos
- 1979 - A República dos Assassinos
- 1978 - A Noite dos Duros
- 1978 - Amada Amante, com Fátima
- 1978 - O Prisioneiro do Sexo, com Ana
- 1974 - Sedução, com Flametta
- 1973 - Os Mansos,
- 1972 - Cassy Jones, o Magnífico Sedutor, com Clara
- 1970 - Um Uísque antes, um Cigarro depois

### Televisió
| Any       | Nom                         | Emissora          | Nota                  |
| --------- | --------------------------- | ----------------- | --------------------- |
| 1970      | Assim na Terra como no Céu  | Rede Globo        | Babi                  |
| 1970      | Faça Humor, Não Faça Guerra | Rede Globo        | Diversos personatges  |
| 1972      | Uau, a Companhia            | Rede Globo        | Diversos personatges  |
| 1972      | Bicho do Mato               | Rede Globo        | Lua                   |
| 1973      | O Bem-Amado                 | Rede Globo        | Telma Paraguaçu       |
| 1973      | Os Ossos do Barão           | Rede Globo        | Zilda                 |
| 1974      | Mulher                      | Rede Globo        |                       |
| 1974      | Corrida do Ouro             | Rede Globo        | Isadora               |
| 1975      | Escalada                    | Rede Globo        | Roberta               |
| 1976      | Sandra & Miele              | Rede Globo        |                       |
| 1978      | O Pulo do Gato              | Rede Globo        | Noêmia                |
| 1979      | Memórias de Amor            | Rede Globo        | Lívia                 |
| 1981-1987 | Viva o Gordo                | Rede Globo        | Vários Personagens    |
| 1981      | Amizade Colorida            | Rede Globo        | Vera Bianca           |
| 1982      | Estúdio A… Gildo            | Rede Globo        |                       |
| 1982      | Elas por Elas               | Rede Globo        | Vanda                 |
| 1983      | Sabor de Mel                | Rede Bandeirantes | Laura                 |
| 1985      | Ti Ti Ti                    | Rede Globo        | Jacqueline            |
| 1986      | Hipertensão                 | Rede Globo        | Participació especial |
| 1987      | Bambolê                     | Rede Globo        | Glória Muller         |
| 1989      | Pacto de Sangue             | Rede Globo        | Francisca Matoso      |
| 1990      | Gente Fina                  | Rede Globo        | Janete                |
| 1991      | Felicidade                  | Rede Globo        | Rosita                |
| 1997      | Zazá                        | Rede Globo        | ella mateixa          |